# Daniel Kuhn
Daniel Kuhn (* 18. Jahrhundert)  war ein Schweizer Glockengiesser in Zofingen.
Daniel Kuhn war ein Sohn von Jakob Kuhn; in seiner Familie gab es mindestens seit dem 17. Jh. mehrere (Glocken-)Giesser (ursprünglich Kun geschrieben). Bei dem Ende des 17./Anfang des 18. Jahrhunderts als Giesser genannten Samuel Kuhn könnte es sich um Jakobs Vater handeln. Daniels Tochter Rosina blieb ledig und starb 1825, als Letzte aus dem Stamm der Kuhn zu Zofingen.
Kuhn goss Glocken für Muotathal (1760), Windisch (1763), für Buchenrain und Weggis (beide 1765), Attinghausen (je eine 1769 und 1770), Ettiswil (1771), Oberdiessbach (1773), Brittnau (1777, Umguss), Sursee und Hergiswil. Dabei arbeitete er häufig mit Johann Konrad Sutermeister und dessen jüngerem Bruder Johann Heinrich Sutermeister zusammen, so wie schon sein Vater Jakob Kuhn mit deren Vater Daniel Sutermeister zusammengearbeitet hatte.